# Umi Dachlan
Umi Dachlan, geboren als Umayah Dachlan (* 13. August 1942; † 1. Januar 2009), war eine indonesische Malerin und Dozentin. Sie graduierte 1968 als dritte Frau an der Faculty of Fine Arts and Design am Bandung Institute of Technology (ITB) und wurde später dort der erste weibliche Dozent.

## Leben
Umi Dachlan zeichnete seit ihrer Kindheit. 1968 beendete sie erfolgreich ihr Studium an dem Bandung Institute of Technology (ITB) . Bereits während des Studiums arbeitete sie häufig als Co-Designer/Designer in Studiengruppen. So erstellte sie mehrere Wandmalereien, unter anderem für das Büro der Pertamina-Ölgesellschaft in Dumai, das Militärarchiv in Bandung sowie am indonesischen Parlament in Jakarta, wo sie die Wandmalereien ihres Mentors und Professors Ahmad Sadali zusammen mit anderen Studenten restaurierte.
Die künstlerische Karriere von Umi Dachlan begann mit grundlegenden Studien und Techniken zur Malerei unter ihrem Dozenten Ahmad Sadali. Als Dozentin hatte sie insbesondere in Bandung zahlreiche bekannte indonesische Maler als Kollegen, die sie inspirierten, wie unter anderen A. D. Pirous, Mochtar Apin, Popo Iskandar, Srihadi und Yusuf Affendi.
Innerhalb eines Jahres nach ihrer Graduierung wurde sie als Dozentin an der Faculty of Fine Arts, ITB angenommen. Im gleichen Jahr erhielt sie die Hadiah-Memorial-Wendy-Sorensen-Auszeichnung für das Beste Gemälde. Wendy Sorensen war die Frau des führenden indonesischen Architekten Abel Sorensen, der von Präsident Sukarno 1960 damit beauftragt wurde, das Hotel Indonesia für die 4. Asienspiele zu errichten.
Neben dem Einfluss ihrer Fakultät des ITB in Bandung hatte Umi Dachlan auch zahlreiche, regelmäßige Kontakte mit den anderen Kunstzentren in Indonesien, so in Bali, Jakarta und vor allem Yogyakarta, der neben dem ITB führenden Institution in Indonesien, der Akademi Seni Rupa Indonesia (ASRI) an dem Institut der Indonesischen Künste in Yogyakarta.
Seit der Proklamation der Republik Indonesien 1949 reflektieren das ITB und das ASRI zwei Polarisierungen in der indonesischen Kunst, die als Ost versus West bezeichnet wird. Das ITB wurde seit der Gründung von dem niederländischen Maler Ries Mulder geleitet, weshalb es oft als zu westlich bezeichnet wird. Dagegen stellt sich das ASRI als Repräsentant der lokalen, echten indonesischen Kunst dar. Eine Ausstellung im Jahr 1954 am ITB war Auslöser für den Konflikt, als der Maler und Kunstkritiker Trisno Sumardjo die Werke der Studenten von Ries Mulder als „leblos, formal, egozentrisch und ausserhalb der Realität des Landes und der Zustände“ bezeichnete. Dabei übersah er aber, dass speziell die abstrakt-expressionistischen Gemälde von A.D:Pirous, Ahmad Sadali und später Umi Dachlan sehr stark indonesische Elemente aufgriffen, von geometrischen Formen über balinesisch-chinesische Münzen und religiöse Symbole.
1974 entstand aus dem Konflikt East versus West das Indonesian New Art Movement, Gerakan Seni Rupa Baru (GSRB). Diese Bewegung ging von Yogyakarta aus und wird auch als Startpunkt der zeitgenössischen indonesischen Kunst angesehen. Im Gegensatz dazu sehen viele der in Bandung ansässigen Künstler des ITB keinen Ost-West Konflikt in den indonesischen Kunstströmungen, so auch A.D. Pirous und Umi Dachlan. Beide hatten enge Verbindungen zu den Künstlern des ASRI in Yogyakarta, so mit Fadjar Sidik und Nasirun, der zahlreiche Werke von Künstlern aus Bandung besitzt. Umi Dachlan zeigte seit 1968 mehrfach ihre Werke in Galerien und Museen in Yogyakarta, so auch in dem Affandi Art Museum.

## Werk
In ihrer Jugend lehnte Umi Dachlan die strikten religiösen Traditionen ihres Elternhauses ab. Mit fortschreitendem Alter nahm sie aber viele spirituelle und religiöse Themen in ihren Werken auf. Die mit ihr befreundeten Kunstkritiker Esmeralda und Marc Bollansee beschreiben die Beziehung von Umi Dachlan zwischen Religion und ihren Gemälden wie folgt: „Umi Dachlan’s work is influenced by religion. Harmony and submission to Allah are prevalent as her work really is a tribute to the Great Creator.“
Dachlan studierte und reiste viel im Ausland und erweiterte dabei ihre Erfahrungen und Techniken. In 1969 brachte sie eine der ersten Auslandsausstellungen nach New York City, wo sie mit einer Gruppe weiterer Künstler die Frau des indonesischen Präsidenten Suharto, Siti Hartinah Suharto, bei den Feiern zum 25-jährigen Jubiläum der Vereinten Nationen begleitete. Diese Reise machte sie mit modernen amerikanischen Kunstformen bekannt, so auch mit dem Abstrakten Expressionismus, der zu dieser Zeit seinen Höhepunkt erreicht hatte. Führende Künstler wie Jackson Pollock, Mark Rothko, Willem de Kooning, Franz Kline, Frank Stella oder Robert Motherwell waren auf ihrem Höhepunkt und international bekannt.

### Werkphasen

#### Frühwerk (1962–1976)
Umi Dachlans frühe Werke wurden unter anderem von ihrer Affinität zur traditionellen Batik beeinflusst, und sie erstellte Kollagen und Textilbilder, die sich in Ministerien befinden. Ihre frühen Gemälde zeigen Sketche, Landschaften und lehnen sich an die Farbfeldmalerei an. Die Kunstkritikerin Helena Spanjaard beschreibt die frühen Werke als abstrakte und lyrische Kompositionen. Ihre Maltechnik ähnelt den Bildern einer weiteren, bekannten Muslim-Malerin, der Libanesin Etel Adnan, die wie Umi Dachlan abstrakte Gemälde mit warmen Tönen malt. Etel Adnans Gemälde und Textilbilder zeigen Landschaften, die seit dem frühen 21. Jahrhundert starkes weltweites Interessen bei Auktionen hervorrufen.

#### Mittlere Werkphase (1977–1987)
Nach dem Studium reiste Umi wiederholt nach Europa, vor allem in die Niederlande, sowie nach Frankreich und Spanien. So studierte sie zwischen 1977 und 1979 an der Gerrit Rietveld Academie in Amsterdam, Niederlande. Während dieses Aufenthaltes studierte sie auch an der Design Academy Eindhoven.
Ihr Mentor und Kollege Ahmad Sadali beeinflusste ihre Werke maßgeblich. Daneben nahmen die politischen Diskussionen zwischen den beiden Kunstzentren Bandung und Yogyakarta, sowie die damit verbundene Entstehung des New Art Movement, Gerakan Seni Rupa BARU Indonesia, Einfluss auf ihre Arbeiten. Ihre Werke aus dieser Zeit sind vorrangig abstrakt mit verschiedenen Medien, die ein starkes Impasto haben. Hier verbindet Umi Dachlan Einflüsse islamischer Philosophie mit geometrischen Formen aus der indonesischen Mythologie, die ihre spirituelle Verbindung zwischen Natur und Musik widerspiegeln. Ebenso baute sie mit antiken balinesisch-chinesischen Münzen ein spielerisches Element in ihre Bilder mit ein.
Die Werke dieser Periode werden oft mit denen europäischer Künstler verglichen, so Antoni Tàpies, Jean Fautrier und Pablo Picasso, und weiterhin der amerikanische Abstraktionsmaler Mark Rothko, der einen ähnlichen metaphysischen und spirituellen Ansatz für seine Werke nutzte. Wie Umi Dachlan werden Werke des australischen Maler Kudditji Kngwarreye oft mit Rothko in Verbindung gebracht. Dachlan war dieser Vergleich wahrscheinlich nicht bewusst, sie suchte ihren eigenen Weg basierend auf ihren Reisen und Erfahrungen.

#### Spätwerk (1988–2009)
Nach dem Tod ihres langjährigen Mentors Ahmad Sadali 1987 fügte Umi Dachlan eigene Komponenten zu ihrem Stil hinzu. 1992 absolvierte Umi Dachlan die Haddsch nach Mekka, auf der sie die Wüste erlebte und beeindruckte. In ihren späteren Werken nutzte sie dann auch zahlreiche warme Erdtöne, vergleichbar mit dem spanischen Künstler Antoni Tàpies. Damals startete sie auch ihre Matador-Serie, eine Reihe Stierkämpfe, die sie bei ihren früheren Spanien-Besuchen fasziniert hatten.
Danach erweiterte sich ihre Farbpalette um warme, erdfarbene Töne. Ein abstraktes Thema ihrer späten Jahre waren die Säulen, „Pillars“, ein Thema, mit dem sich zahlreiche Kollegen am ITB befassten. Das unbetiteltes Werk Five Pillars von Umi Dachlan scheint die Five Pillars of Islam zu reflektieren. Ebenso malte sie in dieser Zeit verstärkt figurative Gemälde, so ihre Matador-Serie zwischen 1993 und 2007 mit 13 Bildern. Durch ihre Reisen nach Spanien hatte sie dieses Thema seit den 1980er Jahren fasziniert. Der Kampf zwischen dem Matador und dem Stier spiegelt die Disharmonie in der Welt wider. (Metaphors For Humanity, 2021, S. 38–48)
In 2000 veröffentlichte ihr ehemaliger Schüler und Kunstkritiker Mannamoor ein Buch zu ihrer Soloausstellung in der Andi-Galeri, Jakarta, unter dem Titel Vision und Abstraktion. Das Buch ist die bis heute umfassendste Aufarbeitung des Lebens und der Werke von Umi Dachlan. Mit 75 Werken, darunter 4 Matador-Gemälde und zahlreiche Fotos, gibt es einen umfassenden Einblick in das Leben der Künstlerin. Umi Dachlan war unverheiratet und starb am Neujahrstag 2009 im Alter von 66 Jahren im Schlaf in ihrem Haus in Bandung.
Umi Dachlan stand an der Vorderfront der weiblichen Kunstpioniere in Indonesien, zusammen mit Erna Pirous, der Ehefrau von A.D. Pirous, Kartika Affandi, der Tochter eines der führenden indonesischen Künstlers Affandi, sowie der deutsch-indonesischen Künstlerin Rita Widagdo. und Nunung WS.
Ihre Arbeiten werden seit Beginn des 21. Jahrhunderts von internationalen Auktionshäusern wie Bonhams, Christie’s und Sotheby’s gehandelt. Seither wurden mehrere Monografien über Umi Dachlan veröffentlicht.

## Auszeichnungen
- 1969: Bestes Gemälde: Wendy Sorensen Memorial Award, New York, USA
- 1973: Pertamina Award, Jakarta, Indonesien
- 1981: Beste Malerin: Women's Organization Coordination Agency - BKOW
- 1982: Auszeichnung ihrer Alma Mater, ITB Bandung[12]
- 1986: Auszeichnung des Radio Hilversum, Niederlande
- 1991: Ford Foundation Auszeichnung
- 2007: Satyalancana Karya Satya des indonesischen Präsidenten Susilo Bambang Yudyonono für 30-jährige Dienste für den indonesischen Staat

## Ausstellungen
Die Werke von Umi Dachlan wurden über ihre mehr als vier Jahrzehnte dauernde Karriere in zahlreichen Einzel- und Gruppenausstellungen gezeigt.
Bereits kurz nach ihrem Diplom nahm sie 1968 an der nationalen Ausstellung führender Künstler in Jakarta Teil, der Grand Exhibition of Indonesian Paintings (Pameran Besar Seni Lukis Indonesia) in dem Jakarta Arts Center, Taman Ismail Marzuki - TIM. dies war der Vorläufer der Jakarta Biennale, die seit den 1990er Jahren unter diesem Namen veranstaltet wird. Seit den 1990er Jahren gehört Umi Dachlan zu den führenden muslimischen Künstlerinnen weltweit. Eine weltweit gezeigte Ausstellung der Jordanischen Nationalgalerie mit dem Titel „Breaking the Veils - Die Schleier Durchbrechen“ wird seit 2002 in zahlreichen Ländern gezeigt.
Die Werke von Umi Dachlan werden weltweit in Nationalgalerien gezeigt, so in Australien, Indonesien, Jordanien, den Niederlanden und Singapur.
| Jahr | Einzelausstellungen                                                                | Gruppenausstellungen |
| ---- | ---------------------------------------------------------------------------------- | --- |
| 1967 |                                                                                    | Studio 13, Gedung Merdeka, Bandung, Indonesien |
| 1968 | ITB Bandung, Bandung, Indonesien                                                   | Young Indonesian Painters Exhibitions. LIA, Jakarta, und Yogyakarta, Indonesien |
| 1969 |                                                                                    | Melacanang Gallery, Manila, Philippinen. Gruppenausstellung in Palembang, Sumatra |
| 1970 |                                                                                    | United Nations Headquarters, New York, United States, und Biennale I am TIM in Jakarta, Indonesien |
| 1972 |                                                                                    | Grand Exhibition of Indonesian Painting 1972, TIM, Jakarta, Indonesien |
| 1973 | Chase Manhattan Bank, Jakarta, Indonesien                                          | |
| 1974 |                                                                                    | Young Artists Asian Festival Of Contemporary Art, Malaysia und Singapur |
| 1976 |                                                                                    | Biennale II at TIM, Jakarta, Indonesien |
| 1977 | TIM, Jakarta, Indonesien                                                           | |
| 1978 | 'Tapestry and Wall Hanging', Museum Rijswijk, Den Haag, Niederlande                | |
| 1979 |                                                                                    | 'Contemporary Art Exhibition', Ueno Park Museum, Tokyo, Japan |
| 1980 | Decenta Gallery, Bandung, Indonesien                                               | |
| 1981 | KOLOGDAM, Bandung, Indonesien                                                      | Art Exhibition, Los Angeles, USA |
| 1982 |                                                                                    | Indonesian Women Painter at LIA, Jakarta, Indonesien |
| 1983 |                                                                                    | Purna Busaya Museum, Yogyakarta, Indonesien |
| 1984 |                                                                                    | 'International Women's Artist Exhibition, Wien, Österreich und Genf, Schweiz |
| 1985 | The Japan Foundation, Jakarta, Indonesien                                          | |
| 1986 |                                                                                    | Exhibition of Artists from Bandung, Ministry of Culture and Education. 21 - 28 December, West Jawa, Indonesia                                                                                         |
| 1989 |                                                                                    | 11 Künstlerinnen in Bandung. 27. May - 11 June, Savoy Homann, Bandung, Indonesien |
| 1990 | TIM, Jakarta, und Gallery Bandung, Bandung, Indonesien                             | 5th Asian Art Festival, Kuala Lumpur, Malaysia. Kias Travelling Exhibition, USA. Gallery Nyoman Gunarsa, Yogyakarta, Indonesien                                                                       |
| 1991 | Centre Culturel Francais (CCF), Jakarta, Indonesien                                | A.D. Pirous - Sunaryo - Umi Dachlan: Padma Resort, Legian, Bali, Indonesien |
| 1992 |                                                                                    | '7th Asian International Art Exhibition, Merdeka Building, Bandung, Indonesien. 'Flyways Project', Monterey, California, USA                                                                          |
| 1993 |                                                                                    | '8th Asian International Art Festival, Fukuoka, Japan. Lintas-Seni Indonesia-Denmark, World Trade Center, Jakarta, Indonesien                                                                         |
| 1994 | Program of International Islamic Women Conference, Cape Town, Südafrika            | '9th Asian International Art Exhibition', Taipei, Taiwan, und Faculty Art Exhibition Kyungsung University-ITB, Pusan, Südkorea                                                                        |
| 1995 |                                                                                    | '10th Asian International Art Exhibition, Singapur. 'From Script to Abstraction', Jordan National Gallery of Fine Arts, Amman, Jordanien, und Istiqlal Contemporary Art Festival, Jakarta, Indonesien |
| 1996 |                                                                                    | '11th Asian Art Exhibition, Manila, Philippinen. Gothaer Kunstforum, Köln |
| 1997 |                                                                                    | 13 Contemporary Artists from Indonesia, 9. August - 7.September, Sophienholm, Kongens Lyngby, Dänemark                                                                                                |
| 1999 |                                                                                    | '12th Asian International Art Festival, Fukuoka, Japan. Rudana Museum, Bali, Indonesia |
| 2000 | 'Imagi dan Abstraksi'. Niaga Tower, Jakarta, Indonesien                            | |
| 2002 |                                                                                    | 'Breaking the Veil: Women Artists of the Islamic World'. Rhodes - Greece, France, Italy, Spain und USA. 2002–2012                                                                                     |
| 2006 |                                                                                    | Jakarta Biennale XII, 2006, Indonesien |
| 2007 |                                                                                    | 22nd Asian International Art Exhibition (22nd AIAE), Bandung, Indonesien |
| 2008 |                                                                                    | Pameran Besar Seni Rupa (PBSR) „Manifesto“. Jakarta, Indonesia |
| 2009 | 'Mythomorphic', Selasar Sunaryo Art Space, Jakarta, Indonesien                     | |
| 2010 | 'Mythomorphic', Affandi Art Museum Gallery III, Yogyakarta, Indonesien             | |
| 2018 |                                                                                    | 'Back To Bandung'. National Gallery of Indonesia |
| 2019 |                                                                                    | Y:Collect³ Biennale, Bandung, Indonesia, und 'Poros Bandung', Jakarta, Indonesien |
| 2020 | 'Metaphors For Humanity', Art Agenda SEA, Jakarta, Indonesien, Singapur und Taiwan | |
| 2021 |                                                                                    | 'from Dusk to Dawn' - Doppelausstellung mit Fernando Zobel. Art Agenda SEA, Manila, Philippinen |